# Nataša Velikonja
Nataša Velikonja, slovenska pesnica, esejistka, prevajalka in sociologinja, * 1967, Nova Gorica
Diplomirala je iz sociologije leta 1992 na Fakulteti za družbene vede Univerze v Ljubljani. Za diplomsko nalogo je prejela fakultetno Prešernovo nagrado.
V letih 1997–2013 je bila urednica revije Lesbo, leta 2001 pa je ustanovila Lezbično knjižnico in arhiv v AKC Metelkova.
Njena prva knjiga, Abonma, velja za prvo deklarirano lezbično pesniško zbirko na Slovenskem.
Za pesniško zbirko Ostani je prejela Župančičevo nagrado 2016, za zbirko Prostor sred križišč pa Jenkovo nagrado 2022.

### Poezija
- Abonma, Založba Škuc, 1994
- Žeja, Založba Škuc, 1999
- Plevel, Založba Škuc, 2004
- Poljub ogledala, Založba Škuc, 2007
- Ostani, Založba Škuc, 2014
- Preveč vljudna, Hiša poezije, 2017
- Prostor sred križišč, Založba Škuc, 2021

### Esejistika
- Fragmenti svobode, Založba Škuc, 2008
- Lezbični bar, Založba Škuc, 2011
- Lezbična sekcija LL: kronologija 1987-2012 s predzgodovino (soavtorica Tatjana Greif), Založba Škuc, 2012
- Devetdeseta, Založba Škuc, 2017
- Zamolčane zgodovine (soavtorica Tatjana Greif), Založba Škuc, 2018
- Poezija še vedno ni luksuz, Založba Škuc, 2021

### Prevodi
- Teresa de Lauretis, Film in vidno, Založba Škuc,  1998
- Monique Wittig, Eseji, Založba Škuc, 2000
- Lillian Faderman, Več kot ljubezen moških: Romantično prijateljstvo in ljubezen med ženskami od renesanse do sodobnosti, Založba Škuc, 2002
- Shari Benstock, Ženske z levega brega, Založba Škuc, 2004
- Richard Goldstein, Homo konzerve, Založba Škuc, 2005
- Elizabeth Lapovsky Kennedy in Madeline D. Davis, Usnjeni škornji, zlati čeveljci: Zgodovina lezbične skupnosti, Založba Škuc, 2006
- Colette, Čisto in nečisto, Založba Škuc, 2008
- Laura Cottingham, Lezbijke smo tako šik, Založba Škuc, 2009
- Andrea Weiss, Vampirke in vijolice: Lezbijke v filmu, Založba Škuc, 2010
- John Heskett, Oblikovanje: zelo kratek uvod, Založba Krtina, 2011
- Andrew Ballantyne, Arhitektura: zelo kratek uvod, Založba Krtina, 2012
- Larry Kramer, Tragedija današnjih gejev, Založba Škuc, 2013
- Buckminster Fuller, Priročnik za vesoljsko ladjo Zemlja, Pekinpah, 2016
- Dana Arnold, Umetnostna zgodovina: zelo kratek uvod, Založba Krtina, 2018
- Norman Potter, Kaj je oblikovalec, Pekinpah in Inštitut za oblikovanje, 2018
- Larry Kramer, Normalno srce, Založba Škuc, 2019
- Pat Parker, Pesmi, Založba Škuc, 2020
- Xan Phillips, Trup, Založba Škuc, 20222 (soprevajalka Nina Dragičević)